# Такіс (бренд їжі)
Takis — мексиканський бренд ароматизованих рулетних чипсів, які виробляє Barcel, дочірня компанія Grupo Bimbo з 2019 року. Створений на основі такіто, його випускають із численними смаками, найбільш продаваним з яких є смак чилі-лайму «Fuego», який продається в характерних фіолетових пакетиках. Окрім кукурудзяних чипсів, Takis виробляє інші снеки з такими ж смаковими лініями, включно з різними сортами картопляних чипсів, кукурудзяних «стиксів», попкорну та арахісу.
Takis були розроблені в Мексиці в 1999 році та представлені в Сполучених Штатах у 2004 і Канаді у 2015. Barcel спочатку мав намір орієнтувати Takis на іспаномовну демографію, але його популярність швидко поширилася серед покоління Z і покоління Alpha.

## Аромати
Такіс готують із різними смаками, зокрема:
- Angry Burger, пікантний гамбургер і кроповий солоний смак (зелена упаковка)[4]
- Authentic Taco, гарячий смак тако (зелена упаковка)
- BBQ Blast, пікантний смак шашлику, не гострий (коричнева упаковка)
- BBQ Picante, пряний смак шашлику (коричнева упаковка)
- Blue Flame, екстремальний смак барбекю (блакитна упаковка)
- Blue Heat, зі смаком гострого перцю чилі (синя упаковка)
- Buckin' Ranch, негострий смак ранчо (світло-блакитна упаковка)
- Cobra (червона упаковка)
- Crunchy Fajitas, смак курячої фахіти з жовтуватим відтінком (зелена упаковка)
- Dragon Sweet Chili, солодко-гострий смак з тьмяним червоно-помаранчевим відтінком (чорна упаковка)
- Fuego, гострий перець чилі та смак лайма. Це найгостріший з усіх сортів, а також найпопулярніший смак[1] (фіолетова упаковка).
- Fuego azul, гостра закуска, присипана синім таємничим порошком спецій, зі смаком, схожим на Fuego. Цей аромат був випущений у США у 2019 році як Blue Heat (блакитна упаковка)[5]
- Guacamole, гостра закуска, приправлена сальсою гуакамоле (біла упаковка)
- Intense Nacho, негострий смак сиру та перший в історії негострий смак Takis (апельсинова упаковка)
- Kaboom, зі смаком кетчупу та срірача (фіолетова, червона та біла упаковка)
- Lava, зі смаком сиру та чипотле (апельсинова упаковка)[4]
- Ninja Teriyaki, пряний смак теріякі
- Nitro, зі смаком хабанеро чилі (чорно-червона упаковка)
- Original, злегка гостра закуска (зелена упаковка)
- Outlaw, пікантний смак шашлику (темно-червона упаковка)
- Party, смак сиру та чилі
- Rock, презентація зі смаком чорізо
- Sal De Mar (колишня «Класика»), легка закуска з морською сіллю
- Salsa Brava, трохи гостріша закуска ніж оригінальна (жовта упаковка)
- Scorpion BBQ, смак барбекю (коричнево-фіолетова упаковка)[6]
- Titan, ароматизатор чипотлі та лайма (темно-червона упаковка)[4]
- Volcano Queso, зі смаком сиру хабанеро (упаковка жовто-зелена та оранжева)[6]
- Wild, гарячий смак буйвола (блакитна упаковка)[4]
- Xplosion, різновид гострого сиру та перцю чилі (апельсинова упаковка)
- Xtra Hot, гострий смак, схожий на Fuego, але менш гострий (чорно-фіолетова упаковка)
- Zombie, зі смаком хабанеро та огірка (чорно-зелена упаковка)

## Інші продукти
У липні 2020 року Razor випустила свій скутер, розроблений спільно з брендом Takis. Також у тому місяці Totino's випустив Totino's Takis Fuego Mini Snack Bites, що складається з булочок для закусок для піци, покритих приправами Takis Fuego. У жовтні 2020 року Takis представив Takis Hot Nuts, що містить арахіс у хрусткій шкаралупі, вкритий приправою Takis. Його смаки включають Fuego, Flare та Smokin' Lime. У 2021 році Grupo Bimbo розширила портфель снеків Takis, включивши:
- Takis Waves, картопляні чипси[10]
- Takis Watz, сирна закуска[10]
- Takis POP! , готовий до вживання попкорн[10]
- Takis Stix, кукурудзяна снекова паличка[10]
- Takis Crisps, картопляні чипси у формі Pringles[11]
- Takis Kettlez, закуска з картопляних чипсів, приготована в чайнику
- Takis Hot Nuts, арахіс, покритий хрусткою кукурудзяною закускою
- Takis Chippz, тонко нарізані картопляні чипси

## Турбота про здоров'я
В Інтернеті неодноразово з'являлися твердження про те, що такіс та інші гострі закуски викликають виразку та рак. Хоча вищезазначені твердження були підтверджені як неправдиві, вчені та лікарі приписували Такіс гастрит та інші проблеми, пов'язані зі шлунком, хоча було зафіксовано, що це трапляється лише при вживанні занадто великої кількості закуски. Хронічний гастрит може викликати виразку і рак шлунка.